# Nayara Justino
Nayara Justino (Volta Redonda, 21 de junho de 1988) é uma atriz brasileira, notória por seus trabalhos televisivos na Rede Record, que inclui novelas como Escrava Mãe e por ter sido a vencedora da segunda edição do "Power Couple Brasil", além de ter sido uma Mulata Globeleza no ano de 2014.

## Controvérsia
De acordo com matéria publicada pelo jornal inglês The Guardian, sua demissão da Rede Globo após ataques racistas do público. Segundo a matéria, Nayara foi substituída por ser “negra demais.”
| “ | Eu sofri muitos ataques pela internet. Muita gente fazia comparações com personagens que não eram legais. (...) Eu já tinha sofrido isso, mas não nessa proporção. Eu não tinha como me defender. Eu não queria sair, não queria falar com as pessoas, chorava muito. Até hoje eu choro. Foi uma coisa que me marcou muito”. | ” |

A controvérsia chegou a ganhar repercussão internacional e o mesmo jornal britânico The Guardian fez um documentário, no qual conclui que a demissão de Nayara de sua antiga emissora foi motivada pelo tom “escuro demais” de sua pele. O documentário chamou a atenção da atriz Lupita NYong’o, vencedora do Oscar por 12 Anos de Escravidão (2014), que publicou uma foto de Nayara em seu Instagram e disse ter ficado encantada com a história dela.
Televisão
| Ano  | Título              | Personagem               | Observação            |
| ---- | ------------------- | ------------------------ | --------------------- |
| 2014 | Carnaval Globeleza  | Mulata Globeleza         |                       |
| 2016 | Escrava Mãe         | Luena                    | Participação Especial |
| 2017 | Power Couple Brasil | Participante (Vencedora) | Temporada 2           |